# Clemensia chala
Clemensia chala är en fjärilsart som beskrevs av William Schaus. Clemensia chala ingår i släktet Clemensia och familjen björnspinnare. Inga underarter finns listade i Catalogue of Life.